# Carlos Muñoz
Carlos Muñoz (8 de setembro de 1962) é um ex-futebolista mexicano que competiu na Copa do Mundo FIFA de 1986.